# 祖師禪
祖師禪，禪宗術語，為禪的一種上乘法門，有別於如來禪、相似禪。旨在利用參究祖師公案的方式，讓人究竟瞭解自己。

## 歷史與內涵
中國在唐宋之後，禪門日漸式微，禪宗祖師乃改以古來公案令學子時時刻刻在疑情中參究話頭，令其妄心不生而守安修慧，假以時日因緣成熟之際，忽地疑團粉碎，識得萬法本來面目。
話頭（公案）是祖師與學子之間對話的頭，亦即對話的核心。參究公案能令學子瞭解祖師的教學用意。祖師禪就像一把祖師的利刃，斬盡學子一切葛藤，然而學子若沒有大信心及大憤心，腳踏實地參究，疑情無法成為大疑團，如此欲開悟則遙遙無期。
六祖惠能傳的是南宗禪，又叫頓悟禪，與北宗漸修禪不同。北宗漸修禪靠打坐、內觀自己，以明自性，觀一念未生前的本來面目。北宗禪和南宗禪，全包括在祖師禪裡。但是南宗禪極為靈活，不得以才用公案，比直指（禪師舉竹篦）多了一個方便。

## 修行方式
參究公案時，不得從《三藏》、《十二部經》中尋找答案，一是如此無法瞭解禪宗祖師的心意，二是從經藏中亦無法找到答案。
參公案需具備的三個條件：
- 大信心：對法門、禪師和自己有信心。
- 大憤心：將開悟視為人生最重要的事，不半途而廢。
- 大疑團：以堅強的毅力與決心，時時刻刻守住疑情。

## 入門公案
針對公案，一般較為人知的著作有《五燈會元》、《景德傳燈錄》、《無門關》、《碧岩錄》等。現代則有韓國臨濟宗祖師牟峰印空禪師、圓濟惠忠禪師所編譯的惠菴玄門禪師語錄《海底生煙》（原名《祖師禪要》），將公案由易至難收錄編輯，方便指導與學習。
以《海底生煙》為例，祖師禪的入門公案為〈須彌山〉：
- 一位學子問雲門文偃禪師：「學子不起一念，還有沒有過錯？」 雲門禪師答：「須彌山。」（在此形容非常大）
- 其問題，為何雲門禪師說那個過錯如須彌山一樣大？參公案者（學子）需要回答指導者（禪師）。